# Charles Manly
Pour les articles homonymes, voir Manly.

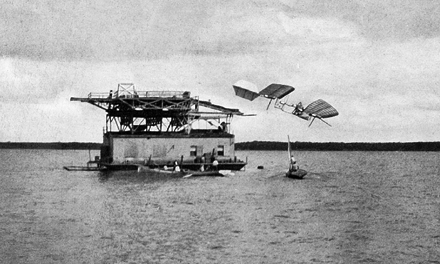
Le grand Aerodrome de Langley lors de sa tentative d'envol du 7 octobre 1903 sur le Potomac.

Charles Matthews Manly, né le 24 avril 1876 à Staunton (Virginie) et mort le 15 octobre 1927 est un ingénieur et pionnier de l'aviation américain connu pour avoir été le concepteur et le pilote du grand Aerodrome de Langley, un prototype d'aéroplane n'ayant jamais réussi à voler.

## Résumé biographique
Il est le fils de Charles Manly (1837-1924) et de Mary Matthews (1845-1929). Il obtient son diplôme d'ingénieur (Master of Engineering) de la Cornell University en 1896. Peu après il se voit confier par Samuel Langley au nom la Smithsonian Institution la responsabilité de la construction d'une machine volante de grandes dimensions capable de transporter un homme, pour le compte de la Commission du matériel et des fortifications (Board of Ordnance and Fortification) du département de la Guerre des États-Unis. Il dessine et construit pour équiper l'appareil un moteur en étoile à essence de 5 cylindres refroidi par eau de 52 ch., révolutionnaire pour l'époque, connu sous le nom de « moteur de Manly-Balzer ». Les deux essais d'envol de l'Aerodrome, les 7 octobre et 8 décembre 1903, avec Manly aux commandes, se terminent dans le Potomac où le pilote, piégé sous son appareil, manque à chaque fois de se noyer.
Malgré l'échec de l'Aerodrome, Manly continue à travailler pour la Smithsonian Institution jusqu'en 1905, année où l’institut doit mettre un terme à ses activités aéronautiques faute de financement. Manly se consacre alors à une carrière d'ingénieur-conseil aéronautique auprès de différents organismes gouvernementaux et sociétés : le War Office britannique jusqu'en 1915, la Société Curtiss de 1915 à 1920. Il est membre de la commission américaine à la Conférence aéronautique internationale de Londres (International Aircraft Conference) de 1918. Il achève en tant qu'éditeur la rédaction du Mémoire sur le vol mécanique (Memoir on Mechanical Flight) de Langley publié en 1911 par la Smithsonian Institution. Outre son appartenance à plusieurs organisations d’ingénierie aéronautique, Manly a déposé plus de 50 brevets dans le domaine du transport motorisé, de la production et de la transmission d'énergie.
Charles M. Manly a été marié a Grace Wishart (1878-1921) avec qui il a eu 2 fils. En 1929, il se voit décerner à titre posthume la médaille d'or Langley de la Smithsonian Institution.